# Dicranopygium wallisii
Dicranopygium wallisii là một loài thực vật có hoa trong họ Cyclanthaceae. Loài này được (Regel) Harling miêu tả khoa học đầu tiên năm 1954.